# The Alice Cooper Show
| Recensione                | Giudizio |
| ------------------------- | -------- |
| Rolling Stone Album Guide | [ 1 ]    |

The Alice Cooper Show è un album live pubblicato da Alice Cooper nel 1977 per la Warner Bros.
Il disco è stato registrato a Las Vegas al Aladdin Hotel durante il tour di Cooper del '77 "King Of The Silver Screen". Il video "Alice Cooper and Friends" contiene materiale live tratto proprio dallo stesso tour.
Una curiosità: Alice era contrario alla registrazione di questo live ma la Warner premeva per la realizzazione di un disco dal vivo. Il suo manager, Shep Gordon gli disse che il concerto di Las Vegas era stato organizzato direttamente dalla Mafia e che se Alice avesse declinato la proposta di cantare, avrebbero fatto fuori un suo amico. Lui continuò a rifiutare ma, ad un certo punto fecero irruzione due persone a casa sua, lo presero di forza sbattendolo su un'auto e lo portarono dritto a Las Vegas. Fu così che nacque l'album! Ancora oggi, quando gli chiedono di autografare quell'album, lui alza lo sguardo e dice "Quest'album lo odio!" (fonte Alice Cooper - La mia vita tra rock e golf)

## Tracce
1. Under My Wheels – 2:35 (Michael Bruce, Dennis Dunaway, Bob Ezrin)
2. I'm Eighteen – 5:00 (Alice Cooper, Glen Buxton, Bruce, Dunaway, Neal Smith)
3. Only Women Bleed – 5:57 (Cooper, Wagner)
4. Sick Things – 0:59 (Cooper, Bruce, Wagner)
5. Is It My Body – 2:36 (Cooper, Buxton, Dunaway, Bruce, Smith)
6. I Never Cry – 2:46 (Cooper, Wagner)
7. Billion Dollar Babies – 3:18 (Cooper, Bruce, Smith)
8. Devil's Food/The Black Widow – 5:52 (Cooper, Dick Wagner, Bob Ezrin, Vincent Price, Kelly Jay)
9. You and Me – 2:25 (Cooper, Wagner)
10. I Love the Dead/Go to Hell/Wish You Were Here – 6:38 (Cooper, Wagner, Ezrin)
11. School's Out – 2:39 (Cooper, Buxton, Bruce, Dunaway, Smith)

## Formazione
- Alice Cooper - voce
- Dick Wagner - chitarra, voce
- Steve Hunter - chitarra
- John Prakash - basso
- Whitey Glan - batteria
- Fred Mandel - tastiere

## Classifica
Album - Billboard 200 (Nord America)
| Anno | Classifica    | Posizione |
| ---- | ------------- | --------- |
| 1978 | Billboard 200 | 131       |